# Watati
"Watati" é uma canção da cantora e compositora colombiana Karol G com participação do músico panamenho Aldo Ranks. Foi lançado em 2 de junho de 2023, pela Atlantic Records, como o primeiro single promocional de Barbie: The Album, a trilha sonora do filme Barbie de 2023.

## Antecedentes e lançamento
Em 25 de maio de 2023, foram revelados os artistas de destaque da trilha sonora de Barbie, incluindo Karol G. No mesmo dia, foi revelado que Ranks também faria parte da trilha sonora junto com a artista. Em 29 de maio, um trecho da música foi postado nas contas de mídia social da trilha sonora. A música foi lançada em 2 de junho sem anúncio prévio, para download digital e streaming.

## Composição
"Watati" foi escrita por Giraldo, Ranks e Ovy on The Drums, que também a produziu. "Watati" é uma música reggaeton, pop latino, e trap com elementos de dembow e reggae e letra sobre dança. O título da música é uma expressão criada por Ranks que o mesmo menciona no início de suas canções.

## Videoclipe
O videoclipe de "Watati" foi lançado no canal de Karol G no YouTube em 15 de junho de 2023 e apresenta cenas de Margot Robbie e Ryan Gosling no filme. Ao longo do vídeo, a cantora é vista em diferentes locais e com diferentes trajes, incluindo um vestido verde e um traje espacial rosa. Ranks aparece no monitor de uma nave enquanto canta seu verso.

## Desempenho comercial
| Tabela musical (2023)                               | Melhor posição |
| --------------------------------------------------- | -------------- |
| Brasil (Top 10 Latino)                              | 7              |
| El Salvador (Monitor Latino)                        | 12             |
| Estados Unidos (Billboard Latin Digital Song Sales) | 15             |
| Guatemala (Monitor Latino)                          | 19             |
| Honduras (Monitor Latino)                           | 4              |
| Panamá (Monitor Latino)                             | 2              |